# フィフティ・シェイズ・オブ・グレイ
『Fifty Shades of Grey』（フィフティ・シェイズ・オブ・グレイ）はE・L・ジェイムズによるイギリスの官能小説。

## 概要
女子大生の主人公が、若く有能だがサディストの性的嗜好を持つ大富豪の男性と知り合い、BDSM（SM）の主従契約を結ぶという内容の恋愛小説で、主婦が書いた女性向けのエロティックな小説として「マミー・ポルノ」と呼ばれアメリカでベストセラーとなった。もともとはステファニー・メイヤー著の『トワイライト』シリーズのファン・フィクションとして書かれたもので、オンライン小説として発表され、2011年に書籍化されたのちランダムハウスが版権を買い取った。2015年6月現在、全世界で1億2500万部以上の売上と発表されている。続編に『フィフティ・シェイズ・ダーカー』と『フィフティ・シェイズ・フリード』がある。日本では早川書房より翻訳書が発売された。
アメリカで映画化され2015年に公開された。

## ストーリー
アナスタシア・スティール（以下アナ）はワシントン州立大学バンクーバー校で英文学を専攻する平凡な女子大学生。
卒業試験を目前に控えたある日、熱を出したルームメイトであり親友のキャサリン・キャヴァナー（以下ケイト）に代わり、学生新聞の記者としてシアトルにある大企業グレイ・エンタープライズ・ホールディングスの創始者でありCEOのクリスチャン・グレイ（以下クリスチャン）にインタビューすることになる。インタビューをきっかけにアナは若く魅力的なクリスチャンに惹かれ、クリスチャンもまたアナに関心を持ち始める。
ある日、ポートランドにあるアナのアルバイト先にクリスチャンが現れる。会話の中でアナは、学生新聞用にケイトがクリスチャンの写真を撮りたがっていることを話す。クリスチャンはそれに快諾し、二人は後日また会うことになる。
後日、アナの友人であり写真家志望のホセ・ロドリゲス（以下ホセ）によって撮影は順調に進んでいく。撮影終了後クリスチャンはアナをコーヒーに誘い、二人はカフェへと向かう。その帰り、危うく自転車に轢かれそうになったアナをクリスチャンが抱き寄せ、二人の距離は近くなる。キスしてほしいと目で訴えるアナだったがクリスチャンに「私は君にふさわしくない」と告げられたことにショックを受け、クリスチャンに別れを告げてその場を立ち去ってしまう。
卒業試験が終わった日にアナとケイトは試験終了を祝ってバーへ飲みに行くことになった。家を出ようとしたその時、クリスチャンからアナへ、アナの好きなトーマス・ハーディの作品である『ダーバヴィル家のテス』の初版本が届く。あまりに高価なものが届き、アナは困惑する。
バーで飲んでいたアナはトイレに並んでいる間にクリスチャンに電話し、なぜ『テス』の初版本を送ってきたのか聞こうとする。クリスチャンはアナの話し方からアナが酔っていると察知し、どこのバーで飲んでいるのかアナを問いただす。しかしアナは電話を切ってしまう。
酔いを覚まそうとアナはバーの外に出ていると、一緒に飲んでいたホセがアナの後を追いかけてくる。以前からアナに好意を寄せていたホセは、アナにキスを迫る。アナがホセを拒もうとするとそこにクリスチャンが現れ、二人を止めに入る。そこであまりに泥酔したアナは嘔吐してしまう。そんなアナをクリスチャンは優しく介抱し、アナの自宅へ送ろうとするがアナは気を失ってしまう。
翌朝、アナは目覚めるとベッドの上にいた。クリスチャンはアナのアルバイト先を訪れたあの日からポートランドにあるヒースマン・ホテルに滞在しており、そこはそのスイートルームの一室だった。酔いが覚めたアナはシャワーを浴び、クリスチャンと一緒に朝食を食べる。ようやく『テス』の初版本を送ってきた理由を聞くアナ。クリスチャンは謝罪と警告の意味を込めて贈ったこと、普通の恋愛には興味がなく一般的な嗜好と異なっていること、そしてアナに特別な何かを感じ惹かれていることを明かし、書面で彼女の同意を得るまでは彼女に触れるつもりはないと言う。アナはその日のアルバイトを終えた後、その契約書を見るためシアトルにあるクリスチャンの自宅へ向かうことを約束する。アナを自宅へと送ろうとするクリスチャンだったが、ヒースマン・ホテルのエレベーターの中で欲望を抑えきれず二人は激しい口付けを交わす。
アルバイトを終えたアナはクリスチャンによるヘリコプターの操縦のもと、シアトルにあるクリスチャンの自宅へと向かう。そこでアナは初めに「秘密保持契約書」にサインをさせられ、今後クリスチャンとアナの間に起こる出来事を他言しないよう約束する。そうしてアナはクリスチャンが「プレイルーム」と呼ぶ部屋へと案内される。そこはベッドやソファの他に、鞭や杖、手錠などが置いてある所謂SMプレイが行われるような部屋であった。あまりの衝撃に言葉を無くすアナ。サディストなのかと尋ねるアナにクリスチャンは自らを「支配者」であると明かし、アナに彼の「従属者」になってほしいと言われる。契約の内容は、従属者を守るため、なおかつ支配者が喜ぶために設けられたという規則を従属者が従い、支配者を満足させられれば褒美が与えられ、従わなければ罰が与えられるというものである。その際に行われる性行為は愛を交わす「セックス」ではなく、激しい「ファック」であるとクリスチャンから伝えられる。その契約内容は性行為に関することだけでなく、従属者の食生活や睡眠、服装、運動など多岐に渡り、従属者の生き方を支配しようとするものだった。クリスチャンはアナに合わせて契約内容は修正可能であると言い、アナと契約を結ぼうとする。しかしアナは恋愛経験がほとんどなく未だ処女であり、契約に関する内容があまり分からないことをクリスチャンに告白する。クリスチャンはアナが処女であるということに衝撃を受け、焦りを隠せない。急遽クリスチャンは予定を変更し、その夜はクリスチャンの寝室で二人はバニラ・セックス（「平凡な小道具を使わない性愛」という意味のクリスチャンによる造語）を楽しむ。
その後アナは、クリスチャンが15歳の時彼の養母の友人が初体験の相手だったこと、そこから6年間はその女性の従属者だったこと、過去15人の女性と支配者対従属者の関係を結んでいたことを明かされる。
二人は契約を結ぶ前に、契約書の内容に就いて加筆修正をしていった。それと同時にアナが取った行動に対してクリスチャンが罰としてアナの尻を叩くなど、少しずつ過激な戯れも行うようになった。アナはクリスチャンの従属者になろうと努力しようとしていた。しかし「同じベッドでは寝ることができない」「クリスチャンの身体に触ることはできない」などの規則がアナを契約する決意から遠ざけていた。それと同時に鞭やクリスチャンの手で叩かれることに快楽を見出し始めるなど、自分自身が過激な戯れを少しずつ楽しむようになっていることに気付き、そんな自分に戸惑う。四歳の時にコカイン代を稼ぐ娼婦だった母親と死別したクリスチャンは自らを「五十通りに歪んだ人格」と称し、そんな彼と接するアナは情緒不安定になっていた。二人の関係性はアナが思い描いていた普通の恋人同士とは全く異なりアナは困惑するが、もうクリスチャンがいない人生は考えられなかった。
アナはクリスチャンを愛しており、クリスチャンに支配者対従属者以上の関係を求めるようになる。クリスチャンも同じようにアナがいない人生は考えられなくなっていた。そのため契約を結ぶことに拘らなくなったが、規則や懲罰に関しては今後も続けたいと考えていた。アナはお仕置きされることに嫌悪感を払拭できず、いつかクリスチャンに傷付けられるのではないかと恐れていた。それでもクリスチャンはアナを痛め付けたいという気持ちがあった。しかしアナが自分から離れて行ってしまうことを恐れて、お仕置きをする理由はアナには話せないという葛藤と戦っていた。
そんなクリスチャンにアナは「本気でお仕置きをしたらどうなるのか教えて」と頼む。クリスチャンは困惑するが、アナの覚悟を感じアナをプレイルームへと連れて行く。そして裸になったアナの尻をベルトで六回強く叩く。あまりの残虐さにアナは、彼女を抱き締めようとするクリスチャンを拒み、別室へと逃げる。アナはこんなお仕置きには耐えられないということ、そして自分ではクリスチャンの欲望を満たすことは出来ないということを悟り、クリスチャンとの別れを決意する。クリスチャンから今までにもらった車やパソコン、携帯電話など全てを返却し、アナはクリスチャンに別れを告げる。自宅に帰ったアナはクリスチャンを失った心の痛みとクリスチャンによってもたらされた肉体の痛みを抱えて大声をあげて泣くのだった。

## 出版に至るまで
『フィフティ・シェイズ』三部作はステファニー・メイヤーの小説『トワイライト』のファン・フィクションとして執筆され、『Master of the Universe』という題でファン・フィクション投稿サイトSnowqueen's Icedragonに投稿された。主人公の名前の中はベラ・スワンとエドワード・カレンから取られたものであった。性的な内容にクレームが付いたため、E・L・ジェイムズはサイトから文章を引き上げ、自分のウェブサイトFiftyShades.comで公開を始めた。後に、ジェイムズは投稿した小説をオリジナル作品にするために加筆修正し、主役の名前をアナスタシア・スティールとクリスチャン・グレイに変更した。出版前には同サイトから文章を削除した。メイヤーは『フィフティ・シェイズ』三部作に関して「私の専門とするジャンルではないのですし、私の作品でもないのですが。ジェイムズ氏はよい小説を書いたと思います。素晴らしい出来映えです。」と感想を述べている。

## 批判

### BDSM描写に関して
本作におけるBDSMの描写はその道の専門家から「BDSMと虐待を混同している」「BDSMを克服すべき病理のように描写している」「安全性を考慮していない」と批判された。
本がベストセラーになったことで、BDSMや性玩具の使用に関連した負傷事故が急増した。2012年のデータによると、負傷者は2010年（本書が出版される前年）に比べて50%増加したのだという。ただし、これは負傷してERに運び込まれた人の人数であって、実際の負傷者数はもっと増えた可能性がある。専門家は「本書を読んだ人が、安全なやり方を知らないまま、BDSMや性玩具を使用したセックスに興じるようになったこと」が負傷者の急増を招いたと看做している。
なお、本書がBDSM自体を題材にしていることを批判した人たちもいる。アークビショップ・デニスは2015年に発表した論考で「『フィフティ・シェイズ・オブ・グレイ』のストーリーは恋愛物語として提示されている。しかし、そこに伏在しているテーマはボンデージや支配、SMがアブノーマルなものではなく、快楽をもたらすものであるというものである」と指摘している。反ポルノ運動組織ストップ・ポルノ・カルチャーは「ボンデージや暴力描写のあるセックスシーン」があることを理由に、本書の映画版のボイコットを呼びかけた。ただし、こうした主張には批判もある。ティモシー・ローリーとジェシカ・キーンは「映画『フィフティ・シェイズ・オブ・グレイ』は合意という法的な概念を生きること、呼吸することなどにまで拡張している。」「不平等な関係の危険性と相手の限界を見極めることの難しさ、相手への敬意をもつに至る姿が描写されている」と述べている。

### 虐待に関して
批評家や研究者の中には、アナスタシア・スティールとクリスチャン・グレイの関係がBDSMではなく虐待であると批判している者がいる。社会学者のエイミー・E・ボナミはアメリカ疾病予防管理センターが公開している精神的虐待と性的暴力に関する基準を使って、本書における2人の関係がデートDVの一種であると判定している。同研究では、2人の関係のほぼ全て（ストーキング、恐喝、孤立化など）が精神的暴力であると判定されている。また、グレイがアナに酒を飲ませることで彼女の思考能力を奪おうとするシーンは性暴力であると断定している。さらに同研究は劇中でのアナの振る舞いが虐待被害者の振る舞い（絶えず脅威を感じている、ストレスを過度にコントロールする、別人格になる）と一致していると主張している。
2014年に実施された実験では、24歳以下の健康な女性が本書を読んだグループと読んだことがないグループに分けられ、彼女たちの健康状態が検査された。その結果、本書を1回以上読んだことと摂食障害の兆候を示すことの間に相関関係があることが判明した。本書を読んだ女性たちはそうでない女性たちに比べて、パートナーから精神的虐待を受けた人が多く、ストーカー行為を行った人が多かった。また、過去1ヶ月間にやけ酒をした人や24歳になる前に5人以上と性行為を行った人の人数も、本書を読んだ女性たちの方が多かった。ただし、その実験に従事した研究者たちは、そうした女性が本書に惹き付けられたか否かや本書を読んだことがストーカー行為ややけ酒に至ったことに影響したのか否かを断定していない。しかし、この実験の責任者は著書の中で「『フィフティ・シェイズ・オブ・グレイ』が危険行為を美化し、虐待を思わせる価値観を不朽のものにしてしまった」と述べている。ただし、この実験には、『フィフティ・シェイズ・オブ・グレイ』を読んだ女性たちを「楽しんで読んだ」群と「読んでネガティブな感情を抱いた」群に峻別しておらず、メディアの広告効果の影響を検討していないという批判が寄せられている。
ザ・トゥデイ・ショーにおいて、ドリュー・ピンスキー（医者）とローガン・レヴコフ（性科学者）が「『フィフティ・シェイズ・オブ・グレイ』は女性に対する暴力を不滅のものとしたのか」ということに関して議論を行った。レヴコフは「性暴力が重要な要素であることは間違いないが、『フィフティ・シェイズ』三部作は性暴力礼賛と全く関係がない。あくまでも合意に基づいた関係を描いた本である」という主旨の見解を述べた。ピンスキーは「『フィフティ・シェイズ・オブ・グレイ』は文章が酷く、支離滅裂だ」と述べる一方で、「もしあの本が女性の性生活やカップルの親密さを向上させるならば、それでも構わない」と述べている。

## 映画
2015年2月13日公開のアメリカ合衆国の映画。日本ではアメリカと同日、全国324スクリーンで公開され、公開初週の全国映画動員ランキング（興行通信社調べ）では初登場5位、動員6万1,728人、興収8,090万9,200円の成績だった。この映画で話題になったのは、強い性描写と主演者の候補や主演者の降板などがある。そして最終的に主演者は、当時ほぼ無名に近い役者のダコタ・ジョンソンとジェイミー・ドーナンで、大きくマスコミに取り上げられた。特にダコタ・ジョンソンはスーパースターのドン・ジョンソンとメラニー・グリフィスの娘であり、2世俳優が初主演映画で体を張った度胸のある演技をしたことをマスコミは大きく取り上げたりインタビューでもたびたび話題になる。そしてジェイミー・ドーナンは、下積みが長いが流星のごとく初主演として銀幕に現れ、印象深い演技をし多くの女性を虜にしたことをメディアは取り上げている。スクリーンライターのKelly Marcelは、ドーナンの演技がアカデミー賞を獲得するに値するとメディアに絶賛している。。

### キャスト
※括弧内は日本語吹替
- アナ・スティール - ダコタ・ジョンソン（白石涼子）
- クリスチャン・グレイ - ジェイミー・ドーナン（津田健次郎）
- カーラ・メイ・ウィルクス - ジェニファー・イーリー（佐々木優子）
- ケイト・キャヴァナー - エロイーズ・マンフォード（衣鳩志野）
- ホセ・ロドリゲス - ヴィクター・ラサック（高橋研二）

写真撮影が趣味で個展を開くほどに熱を上げている。
- エリオット・グレイ - ルーク・グライムス（北田理道）
- グレース・トレヴェリアン・グレイ - マーシャ・ゲイ・ハーデン（寺内よりえ）
- ミア・グレイ - リタ・オラ（村中知）
- ジェイソン・テイラー - マックス・マーティーニ（木村雅史）
- レイ・スティール - カラム・キース・レニー
- キャリック・グレイ - アンドリュー・エアリー
- ボブ・アダムス - ディラン・ニール

### 製作

#### 構想
2013年の段階で、ワーナー・ブラザース映画、パラマウント映画、ユニバーサル・ピクチャーズ、ソニー・ピクチャーズの間で『フィフティ・シェイズ』三部作の映画化権獲得を巡る激しい競争が起きていた。また、俳優のマーク・ウォールバーグも自身の映画製作会社を通じて映画化権の取得に乗り出していたと報じられた。2013年3月、激しい競争の果てに、ユニバーサル・ピクチャーズとフォーカス・フィーチャーズが三部作の映画化権を獲得したとの報道があった。原作者のE・L・ジェイムズは三部作の映画化に際し、『ソーシャル・ネットワーク』で知られるマイケル・デ・ルカとデイナ・ブルネッティをプロデューサーに起用するよう強く訴えた。ブレット・イーストン・エリスが本作の脚本を執筆したいという意欲を公にしていたが、実際に脚色に当たったのはケリー・マーセルであった。また、パトリック・マーバーとマーク・ボンバックがマーセルの脚本の修正に当たった。
2013年5月9日、製作サイドはジョー・ライトを監督に起用する意向を表明したが、後にスケジュールの都合で彼の起用は不可能であると判明した。監督候補としてはパティ・ジェンキンス、ベネット・ミラー、ビル・コンドン、スティーヴン・ソダーバーグらの名前が挙がっていた。6月、サム・テイラー＝ジョンソンの起用が発表された。
テイラー＝ジョンソンは本作を監督するに当たって、『ナインハーフ』、『アデル、ブルーは熱い色』、『ラストタンゴ・イン・パリ』を参考にしたと語っている。

#### キャスティング
クリスチャン・グレイ役にはロバート・パティンソンの起用が予定されていたが、ジェイムズの反対で没になった。その後、チェイス・クロフォードとイアン・サマーホルダーがグレイを演じることに関心を持っているとの報道があった。2013年9月2日、チャーリー・ハナムがクリスチャン・グレイを、ダコタ・ジョンソンがアナスタシア・スティールを演じることになったと報じられた。なお、アナスタシア・スティール役にはアリシア・ヴィキャンデル、イモージェン・プーツ、エリザベス・オルセン、シェイリーン・ウッドリー、フェリシティ・ジョーンズの起用も検討されていた。なお、エミリア・クラークにアナスタシア役のオファーが出ていたが、クラークがヌードシーンの撮影に難色を示したため、出演交渉は不首尾に終わった。アナスタシアを演じる女優を選考するに当たって、テイラー＝ジョンソンはイングマール・ベルイマンの『仮面/ペルソナ』のモノローグシーンを女優たちに演じさせたのだという。
パティンソンの起用が没になった後、製作サイドはライアン・ゴズリング、ギャレット・ヘドランド、スティーヴン・アメルにオファーを出したが、役に興味を持ってもらえなかった。当初、ハナムもグレイを演じることに関心を持っていなかったが、スタジオの幹部との会合の後、気が変わったのだという。ハナムは「グレイを演じることに興味を引きつけられるようになった私は、すぐに『フィフティ・シェイズ・オブ・グレイ』を読んでみました。グレイというキャラクターがどのようなものかを明確に知るためです。読了後、クリスチャン・グレイに自ら命を吹き込めるかもしれないという期待で興奮しました。ダコタとの台本の読み合わせを通して、私はグレイを演じたいと心から願っているのだと確信しました。私とダコタの間には確かにケミストリーが生じていたのです。」と語っている。ハナムの起用が発表された後、原作小説のファンが「イメージと違う」と反発した。それに対し、デイナ・ブルネッティは「キャスティングの際には、目に見えない要素も考慮されました。それは才能、スケジュールの都合、グレイを演じたいという熱意、他の俳優たちとの相性などです。ファンの皆さんが思い描いていた俳優がキャスティングされなかったのは、そうした背景によるものなのです。どうかこのことを心に留めておいて下さい。近眼視的にならないで下さい。」というコメントを出した。
2013年10月、ジェニファー・イーリーが本作の出演交渉に入ったと報じられた。12日、ユニバーサル・ピクチャーズはチャーリー・ハナムがスケジュールの都合で降板すると発表した。後に、ルーク・ブレイシー、フランソワ・アルノー、スコット・イーストウッド、テオ・ジェームズ、アレクサンダー・スカルスガルド、ビリー・マグヌッセン、ジェイミー・ドーナンが代役候補に挙がっているとの報道があった。23日、ドーナンがグレイ役に起用されたと報じられた。31日、ヴィクター・ラスクの出演が決まった。11月22日、エロイーズ・マンフォードが本作に出演すると報じられた。12月2日、サウンドトラックへの参加を希望していたリタ・オラがミアを演じることが決まった。3日、マーシャ・ゲイ・ハーデンがグレイス役に起用されたとの報道があった。

#### 撮影
2013年9月、本作の主要撮影が同年11月5日からバンクーバーで行われると発表された。しかし、翌月には、撮影開始が11月12日になると報じられた。その後、撮影開始日は12月1日に再延期となった。撮影はバンクーバーのギャスタウン地区を中心に行われ、グレイが経営する会社のビルでのシーンはベントール5で撮影された。また、アンナが通っていたワシントン州立大学でのシーンの撮影は、ブリティッシュコロンビア大学のキャンパス内で行われた。ヒースマン・ホテルでのシーンはフェアモントホテル・バンクーバーで撮影された。撮影はノース・ショア・スタジオでも行われた。2014年2月21日、本作の主要撮影が終了した。ただし、2014年10月第2週に複数のシーンの再撮影が行われたと報じられた。
なお、本作のワーキング・タイトルは『The Adventures of Max & Banks.』であった。

#### サウンドトラック
本作のサウンドトラックは2015年2月10日にアメリカ合衆国で発売された。サウンドトラックからは、ザ・ウィークエンドの『Earned It』（2014年12月24日）、エリー・ゴールディングの『Love Me like You Do』（2015年1月7日）、シーアの『Salted Wound』（2015年1月27日）がシングルカットされた。本作のサウンドトラックはアメリカ国内だけで51万6000枚、全世界で220万枚を売り上げ、中でもエリー・ゴールディングの『Love Me Like You Do』はアメリカで最高位3位、イギリスで4週連続1位を記録し、ザ・ウィークエンドの『Earned It』もアメリカで最高位3位を記録するヒットシングルとなった。

### レイティング
性描写を多く含む作品であるため、各国での上映に際し年齢制限が設けられ、これをめぐる騒動や話題も生じた。
アメリカ・フロリダ州のシネマコンプレックス「AMC」では、公開間もない2015年2月14日の夜、R指定の制限のため入場には保護者の同伴を必要とするティーンエイジャーの男女約100名近いグループが訪れ、制限のためチケット販売を拒否されると、係員の制止を振り切って一斉に劇場内に押し入るという騒動を起こした。彼らは警察への通報により解散を命じられ、暴行罪と薬物所持により2名の逮捕者を出した。
日本では、公開当初官能的描写などにある程度の修正を加えてR15+（15歳未満入場禁止、保護者同伴不要）で公開されたが、成人の観客からの「よりオリジナルに近いものを見たい」という要望に応えて、一部劇場で修正を抑えたR18+バージョンの公開を決め、日本公開から12日後、日本の多くの劇場で女性客への割引料金を適用するレディースデーにあたる、2月25日水曜日より上映する。産経ニュースの伊藤徳裕によれば、R15+バージョンでの修正は製作国アメリカで行われたもので、モザイク処理ではなく黒い丸で雑に該当部分が塗りつぶされた「センスのかけらもない」もので、観客の不評を買っていたという。
第36回ゴールデンラズベリー賞では、最低作品賞、最低主演男優賞、最低主演女優賞、最低スクリーンコンボ賞、最低脚本賞を受賞した。

### 受賞
| 年   | 映画賞                     | 賞       | 対象                | 結果       |
| ---- | -------------------------- | -------- | ------------------- | ---------- |
| 2016 | 第73回ゴールデングローブ賞 | 主題歌賞 | Love Me Like You Do | ノミネート |
| 2016 | 第88回アカデミー賞         | 歌曲賞   | Earned It           | ノミネート |

### 続編
2015年4月、E・L・ジェイムズの夫であるナイオール・レナードが『フィフティ・シェイズ・ダーカー』の脚色を行うことになったと報じられた。同月にラスベガスで開催されたシネマコンで、ユニバーサル・ピクチャーズは『フィフティ・シェイズ・ダーカー』を2017年2月10日に、『フィフティ・シェイズ・フリード』を2018年2月9日に全米公開する予定であると発表した。後日、演出を巡ってE・L・ジェイムズと対立したサム・テイラー＝ジョンソンが続編の監督を降板することになったと報じられた。8月20日、続編の監督にジェームズ・フォーリーが起用されるとの報道があった。11月、ユニバーサル・ピクチャーズは続編2本を一気に撮影すると発表した。